# محمد امین قانع
محمد امین قانع (زاده: ۱۳۳۴ ولسوالی قلعه ذال، ولایت قندوز) سیاست‌مدار افغانستانی و نماینده مردم قندوز در دوره پانزدهم مجلس نمایندگان افغانستان است.

## زندگی‌نامه
محمد امین قانع متولد ۱۳۳۴ از ولسوالی قلعه ذال ولایت قندوز افغانستان است. وی دارای تحصیلات در رشته‌های فنی و مکانیکی در کابل است.

## دیگر فعالیت‌ها
- مأمور فنی در کارخانه سپین زر.[۱]
- تجارت.[۱]